# Dassault Falcon 20
O Dassault Falcon 20 é um avião a jato de pequenas dimensões concebido e produzido pela Dassault Aviation. Com um máximo de seis passageiros, é geralmente utilizado por homens de negócios ou chefes de estado.

## Emprego na Força Aérea Portuguesa
Foram adquiridas três aeronaves. Entraram ao serviço em Setembro de 1984 com o fim de transportar altas entidades.
Com a aquisição dos Dassault Falcon 50 estes aviões perderam parte do seu interesse operacional de emprego. Dois foram vendidos ao Canadá, ficando apenas um ao serviço para a execução de missões de verificação e calibração de ajudas à navegação aérea.

## Especificações

### Características Gerais
- 2 reatores FAN-JET - Garrett ATF3-6A-4C turbofans
- Comprimento: 17,15 m
- Envergadura: 15,4 m
- Altura: 5,32 m

### Performance
- Velocidade Máxima: 862 km/h
- Peso: 27.320 lbs
- Tripulação: 2 tripulantes
- Passageiros: 6 passageiros